# Veronica's Closet
Veronica's Closet is een Amerikaanse komedieserie. Hiervan werden 66 afleveringen gemaakt die oorspronkelijk van 25 september 1997 tot en met 7 december 2000 werden uitgezonden op achtereenvolgens NBC en USA Network.
Actrice Kirstie Alley werd in 1998 genomineerd voor zowel een Golden Globe, een Primetime Emmy Award als een Screen Actors Guild Award voor haar hoofdrol als Veronica Chase. Dat jaar won Veronica's Closet daadwerkelijk de People's Choice Award voor favoriete nieuwe komedieserie, samen met Dharma & Greg.

## Uitgangspunt
Veronica Chase is de eigenaar van Veronica's Closet, een bedrijf dat lingerie en boeken over romantiek verkoopt. Zelf is ze de schrijfster van The Guide to a Fairy Tale Marriage, waarmee ze naar de buitenwereld een beeld als geslaagd carrièrevrouw en deskundige op het gebied van relaties uitstraalt. In realiteit loopt haar huwelijk met rokkenjager Bryce Anderson op datzelfde moment ten einde en moet ze alle zeilen bijzetten om Veronica's Closet op de rails te houden. Ze krijgt hierbij hulp van haar beste vriendin Olive, secretaris Josh en werknemers Leo en Perry.

## Rolverdeling
- Kirstie Alley - Veronica Chase
- Dan Cortese - Perry Rollins
- Wallace Langham - Josh Blair
- Daryl Mitchell - Leo Michaels
- Kathy Najimy - Olive Massery
- Robert Prosky - Pat Chase
- Ron Silver - Alec Bilson
- Lorri Bagley - June Bilson Anderson
- Mary Lynn Rajskub - Chloe
- Cynthia Mann - Virginia
- Christopher McDonald - Bryce Anderson